# Silvester Krčméry
Silvester Krčméry (5. srpna 1924, Trnava – 10. září 2013, Bratislava) byl slovenský lékař, který v době komunistického režimu spolu s Vladimírem Juklem zorganizoval na Slovensku rozsáhlou tajnou církev. V letech 1951 až 1964 byl vězněn. Dne 16. června 2013 byl hospitalizován a následně zemřel.